# Damgan
Damgan ist eine französische Gemeinde mit 1.930 Einwohnern (Stand 1. Januar 2022) im Département Morbihan in der Region Bretagne. Sie gehört zum Gemeindeverband Communauté de communes Arc Sud Bretagne.

## Lage
Damgan liegt auf einer zwischen der Mündung des Penerf und der Mündung der Vilaine gelegenen Halbinsel. Im Westen liegt die Halbinsel Rhuys, im Norden die Gemeinde Ambon. Das Gemeindegebiet gehört zum Regionalen Naturpark Golfe du Morbihan.
Damgan ist seit Anfang des 20. Jahrhunderts als Badeort bekannt und besitzt acht Kilometer Sandstrand. Wichtigste Ortsteile sind die ehemaligen Fischerdörfer Penerf und Kervoyal sowie der Hauptort Damgan.

Nach Westen ausgerichteter Großer Strand von Kervoyal, Ortsteil von Damgan (Morbihan, Bretagne, France)

## Bevölkerungsentwicklung
| Jahr                       | 1962 | 1968 | 1975 | 1982 | 1990 | 1999 | 2010 | 2019 |
| Einwohner                  | 816  | 814  | 874  | 905  | 1032 | 1327 | 1625 | 1839 |
| Quellen: Cassini und INSEE |      |      |      |      |      |      |      |      |

Im Jahr 2007 gab es 4055 Wohnsitze in Damgan, darunter 3295 (=81,3 %) Zweitwohnsitze, die zumeist nur während der Sommermonate genutzt werden.

## Sehenswürdigkeiten

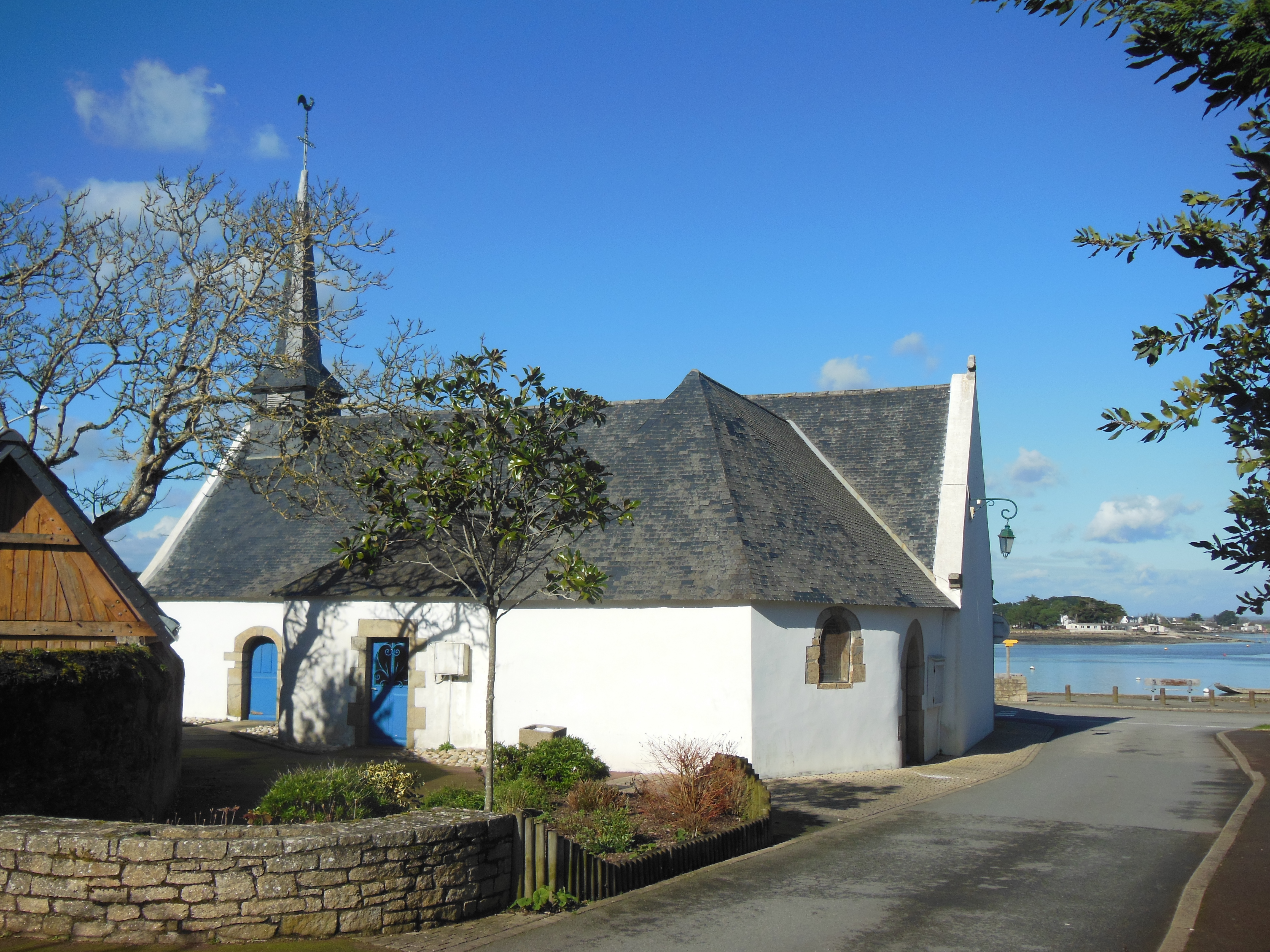
Kirche Saint-Pierre

- Kirche Saint-Pierre

## Wirtschaft und Verkehr

### Tourismus
Wichtigster Wirtschaftszweig ist der Tourismus. Übernachtungsmöglichkeiten gibt es in zwei Hotels, vielen Privatunterkünften und den mehr als 20 Campingplätzen. 97 % der Urlauber im Jahr 2009 (gemessen durch die Zahl der Besucher im Tourismusbüro) kamen aus Frankreich.

### Austernzucht
Neben dem Tourismus besitzt die Gemeinde mit der Austernzucht im Ästuar des Pénerf ein zweites wirtschaftliches Standbein. Die ersten Zuchtparks für Austern wurden hier 1858 gegründet. Acht dieser Austernzuchtbetriebe sind im Ort Penerf am Ufer des gleichnamigen Flusses beheimatet.

### Verkehr
Damgan liegt circa sieben Kilometer südlich der autobahnähnlich ausgebauten RN 165, die von Nantes über Vannes, Lorient und Quimper nach Brest führt. Der nächstgelegene Bahnhof ist Questembert.
Mittels einer Fahrradfähre über den Penerf ist Damgan mit Le Tour du Parc verbunden.